# Екур Сен Кентен
Екур Сен Кентен (фр. Ecourt-Saint-Quentin) насеље је и општина у североисточној Француској у региону Север-Па д Кале, у департману Па де Кале која припада префектури Арас.
По подацима из 2011. године у општини је живело 1759 становника, а густина насељености је износила 185,35 становника/km². Општина се простире на површини од 9,49 km². Налази се на средњој надморској висини од 74 метара (максималној 73 m, а минималној 35 m).

## Демографија
| 1962. | 1968. | 1975. | 1982. | 1990. | 1999. | 2011. |
| ----- | ----- | ----- | ----- | ----- | ----- | ----- |
| 1.485 | 1.527 | 1.510 | 1.657 | 1.771 | 1.731 | 1.759 |

График промене броја становника у току последњих година